# Hamline University
L'Università Hamline (Hamline University) è un'università con sede a Saint Paul, Minnesota. È stata fondata nel 1854 da Leonidas Lent Hamline.
L'Hamline University School of Law gestisce in collaborazione con l'università La Sapienza e con l'ADR Center di Roma un corso internazionale in negoziazione e sistemi alternativi di risoluzione delle controversie.